# Oudenodon
Oudenodon es un género extinto de sinápsido dicinodonto del Pérmico superior de África.

## Especies

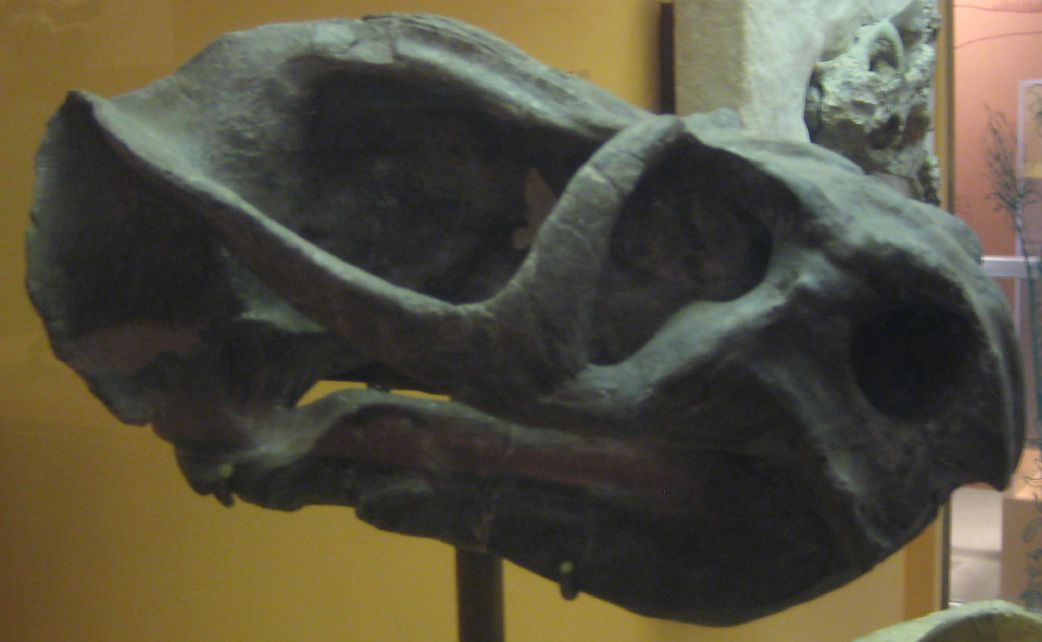
Cráneo de Oudenodon bainii

Se han descrito varias especies de Oudenodon; tanto O. bainii, la especie tipo, y O. grandis se hallaron en Sudáfrica. Se han encontrado especímenes de O. luangwensis en Zambia. Otra especie, O. sakamenensis, es el único terápsido hallado hasta el momento en Madagascar. Este es el género tipo de la familia Oudenodontidae, el cual incluye otros géneros como Cteniosaurus, Tropidostoma y Rhachiocephalus.